# Hugo Simon (Politiker)
Wilhelm Friedrich Christian Hugo Simon (* 14. Oktober 1831 in Schmalkalden; † 4. Mai 1922 ebenda) war Abgeordneter des Kurhessischen Kommunallandtages des Regierungsbezirks Kassel.

## Leben
Wilhelm Friedrich Christian Hugo Simon war der Sohn des Buchdruckers Eduard Simon und dessen Gemahlin Barbara Elisabeth Däche. Er war Reallehrer in seinem Heimatort und betätigte sich politisch. 1875 wurde er als Nachfolger des Johann Julius Louis Burhenne zum Abgeordneten des Kurhessischen Kommunallandtages des Regierungsbezirks Kassel. gewählt. Im Oktober 1877 schied er turnusmäßig aus dem Parlament aus. Sein Nachfolger wurde der Schmalkalische Bürgermeister Heinrich Wilhelm Michel.